# Berliner Stunde
Berliner Stunde wird die Gesamtdauer der gemäß Abgeordnetenanteilen begrenzten Redezeiten im Deutschen Bundestag bei Plenarsitzungen oder Ausschüssen wie zum Beispiel dem Untersuchungsausschuss genannt. Die Verteilung der Redezeit wird zwischen den Fraktionen im Bundestag einvernehmlich vereinbart. In der 20. Wahlperiode (2021–2025) galt folgende Verteilung: 19 Minuten für die SPD, 18 Minuten für CDU/CSU, elf Minuten für Die Grünen, neun Minuten für die FDP und sieben Minuten für AfD und vier Minuten für Die Linke.
Um das Stärkeverhältnis zwischen den Fraktionen auch in der Redezeit zu berücksichtigen und trotzdem auch kleinen Fraktionen ausreichend Raum zu ihrer Selbstdarstellung zu lassen, hatte die Debattenstunde im Plenum in Bonn 68 Minuten. Das hatte sich schon vor dem Umzug der Regierung und Opposition nach Berlin so ergeben, und deshalb nennt man diese 68 Minuten traditionell die Bonner Stunde: Von einer Stunde Redezeit standen den beiden Koalitionsfraktionen von SPD und Grünen 35 Minuten, der CDU/CSU 21, der FDP 7 und der PDS 5 Minuten zu.
Bei der Konstituierung des 15. Deutschen Bundestages kam es im November 2002 zu einer Reformierung der Bonner Stunde. Da die PDS nicht mehr als Fraktion in diesen Bundestag einziehen konnte, wurden die Redezeitanteile neu verteilt. Die nun entstandene Regelung führte zur Berliner Stunde mit fortan nur noch 62 Minuten Redezeit. Die ursprünglich geplante „echte“ Zeitstunde kam nicht zu Stande, da diese Regelung für die Fraktion der FDP nur fünf Minuten Redezeit bedeutet hätte und somit zu kurz für zwei Redner gewesen wäre. Jeweils ein Redner bringt i. d. R. die Argumente vor und der zweite beantwortet die Einwände der anderen Fraktionen. Mit dem Einzug der Linkspartei PDS als Fraktion in den 16. Deutschen Bundestag wurden die Redeanteile abermals neu verteilt, allerdings bei der Vorgabe einer Gesamtdauer von 62 Minuten, so dass es zur heute gültigen Regelung kam.
Bei der Verteilung der Redezeiten werden alle Angehörigen von Bundestag, Bundesregierung und Bundesrat gleich behandelt. Das heißt zum Beispiel, dass auf die der SPD zustehende Redezeit im Plenum alle Wortmeldungen sowohl von SPD-Abgeordneten als auch von SPD-Ministern oder SPD-Ministerpräsidenten angerechnet werden.
siehe auch: Wiener Stunde